# Orang-Utan-Krabbe
Die Orang-Utan-Krabbe (Achaeus japonicus, Syn.: Inachus japonicus), auch als Orang-Utan-Krebs bekannt, ist eine Krabbe aus der Familie der Inachidae, welche in den tropischen Gewässern des Indopazifiks vorkommt. Die Krabbe ist auf kuriose Weise mit orange-braunroten Strähnen „ganzkörperbehaart“ und ähnelt somit in gewisser Weise einem Orang-Utan.

## Vorkommen und Lebensraum
Die Orang-Utan-Krabbe kommt in dem gesamten Indopazifik vor, vor allem in Indonesien (Raja Ampat), Japan, Neukaledonien und Philippinen.
Es handelt sich um eine symbiotische Krabbe, d. h., sie lebt vergesellschaftet mit der Blasenkoralle Plerogyra sinuosa bzw. mit Euphyllia-Arten. Sie ist nachtaktiv.

## Beschreibung
Die Orang-Utan-Krabbe hat leuchtend rote Augen, relativ lange Arme sowie spitze Scheren. Der Carapax (Rückenpanzer) hat eine Ausdehnung von ca. 1,5 bis 2 cm. Die Krabbe ist mit orange-braunroten „Haaren“ bewachsen und ähnelt damit einem Algenteppich, tarnt sich aber gerne zusätzlich mit kleinen Geröllteilen aus der Umgebung.

## Ernährung
Die Krabbe ernährt sich von Plankton und Schwebeteilchen im Meerwasser.